# 金沧江故居
金沧江故居位于中国江苏省南通市崇川区西南营29号，为朝鲜历史学家、诗人金沧江（金泽荣）在南通的住所，金沧江于光绪年间来南通投奔张謇，民国四年（1915年）定居此处，因宅旁有女贞一株，自名其居为“借树亭”，至民国十六年（1927年）在住所内服毒自杀。故居为坐北朝南的一进小院，南北平房各三间，西侧平房两间，北房中为会客室，西间为其卧室。